# Kiril Nikolov
Kiril Nikolov, född 6 november 1982 i Ruse, är en bulgarisk orienterare som tog silver på sprintdistansen vid EM 2012.